# Hypsugo savii
Il pipistrello di Savi (Hypsugo savii  Bonaparte, 1837) è un pipistrello della famiglia dei Vespertilionidi diffuso nell'Ecozona paleartica.

## Descrizione

### Dimensioni
Pipistrello di piccole dimensioni, con la lunghezza della testa e del corpo tra 47 e 60 mm, la lunghezza dell'avambraccio tra 32 e 38 mm, la lunghezza della coda tra 30 e 43 mm, la lunghezza del piede tra 6 e 8 mm, la lunghezza delle orecchie tra 10 e 15 mm e un peso fino a 10 g.

### Aspetto
La pelliccia è lunga, densa, soffice e lucida. Le parti dorsali sono bruno-giallastre chiare con la base dei peli marrone scura, mentre le parti ventrali sono bianco-giallastre o bianco-grigiastre con la base dei peli bruno-nerastra. Il muso è nerastro, largo, con due masse ghiandolari sui lati. Le orecchie sono marroni scure o nere, larghe, triangolari, ben separate tra loro e con l'estremità arrotondata. Il trago è lungo circa la metà del padiglione auricolare, con il bordo posteriore leggermente convesso, con un piccolo lobo alla base e con la punta arrotondata. Le membrane alari sono marroni scure. La punta della lunga coda si estende leggermente oltre l'ampio uropatagio. Il calcar è provvisto di un lobo terminale piccolo ma visibile. 

### Ecolocazione
Emette ultrasuoni a basso ciclo di lavoro sotto forma di impulsi di durata intermedia a frequenza quasi costante iniziale di 35–38 kHz e finale di 30–33 kHz. 

## Biologia

### Comportamento
In primavera forma vivai di 20-70 femmine all'interno di cavità degli alberi, sotto cortecce esfoliate e in fessure rocciose o nei muri, mentre in inverno entra in ibernazione e si rifugia singolarmente, preferendo cavità sotterranee naturali o artificiali. Il volo è lento, rettilineo con brevi planate ed effettuato a 10-50 metri dal suolo. Effettua spostamenti tra i vari siti stagionali fino a 250 km. L'attività predatoria inizia prima del tramonto e prosegue per tutta la notte.

### Alimentazione
Si nutre di piccoli insetti, particolarmente ditteri, lepidotteri, imenotteri e neurotteri catturati in volo sopra specchi d'acqua, sulla volta forestale, lungo rilievi rocciosi, strade di campagna e cittadine ed intorno alla luce dei lampioni. Alcuni esemplari sono stati osservati cacciare sulla superficie del mare in pieno giorno in alcune zone dell'Adriatico.

### Riproduzione
Danno alla luce solitamente due piccoli alla volta da metà giugno ai primi di luglio. Gli accoppiamenti avvengono a fine agosto e inizi di settembre. Il neonato pesa circa 1,2 g e viene svezzato a 7-8 settimane. Le femmine diventano mature sessualmente dopo un anno di vita.

## Distribuzione e habitat
Questa specie è diffusa nell'Africa settentrionale, Europa meridionale fino ai Balcani, nel Vicino oriente, dal Caucaso e Turkestan fino alla Mongolia meridionale e all'India e Cina settentrionali. È inoltre presente sulle Isole Canarie e nelle principali isole del Mar Mediterraneo.
Vive in alture rocciose, valli profonde, scogliere, boschi e foreste di varia natura ma anche in parchi cittadini, zone agricole ed edifici fino a 3.300 metri di altitudine.

## Tassonomia
Sono state riconosciute 4 sottospecie:
- H.s.savii: Isole Baleari, Francia meridionale, Svizzera, Austria, Italia, Corsica, Ungheria, Slovacchia, Croazia, Slovenia, Bosnia ed Erzegovina, Serbia, Albania, Bulgaria, Grecia, Romania, isola di Creta, Rodi, Cipro, Turchia, Siria occidentale, Libano, Israele settentrionale;
- H.s.austenianus (Dobson, 1871): Pakistan settentrionale, India settentrionale;
- H.s.darwini (Tomes, 1901): Isole Canarie, Marocco, Spagna, Portogallo settentrionale, Sardegna, Sicilia[4];
- H.s.caucasicus (Satunin, 1901): Crimea meridionale, Russia sud-occidentale, Georgia, Turchia orientale, Armenia, Azerbaigian, Iran nord-occidentale, centrale e nord-orientale, Kazakistan occidentale, Turkmenistan meridionale, Uzbekistan sud-orientale, Kirghizistan, Tagikistan, Afghanistan, Mongolia meridionale, provincia cinese occidentale dello Xinjiang.

La sottospecie H.s.darwini, per molto tempo considerata solo un sinonimo e recentemente elevata a rango di sottospecie, potrebbe essere una forma distinta, alla luce delle rilevanti divergenze filogenetiche.

## Conservazione
La IUCN Red List, considerato il vasto areale, l'abbondanza e la mancanza di evidenti declini nella popolazione, classifica H.savii come specie a rischio minimo (Least Concern)).